# Shelburne, Nova Scotia
Shelburne är en ort i Kanada.   Den ligger i provinsen Nova Scotia, i den sydöstra delen av landet, 900 km öster om huvudstaden Ottawa. Shelburne ligger 10 meter över havet och antalet invånare är 1 939.
Terrängen runt Shelburne är huvudsakligen platt. Shelburne ligger nere i en dal. Trakten är glest befolkad. Shelburne är det största samhället i trakten. 
I omgivningarna runt Shelburne växer i huvudsak blandskog.